# TINA
TINA − акронім слогану «There is no alternative» (з англ. немає альтернативи), який вживався Маргарет Тетчер, колишнім прем'єр-міністром Великої Британії.
Цей слоган стосується концепції, що глобалізація має ґрунтуватися на вільному ринку і вільній торгівлі, адже не існує жодної альтернативи глобальному капіталізму. Набув популярність серед прихильників неоліберальної моделі глобалізації. Як головного, крім Маргарет Тетчер, прихильника TINA в політиці вважають колишнього президента США Рональда Рейгана.
Альтерглобалісти натомість вважають, що так званий брак альтернативи є риторичним прийомом, який має на меті припинення дискусії про глобалізацію. Висунуто альтернативний щодо TINA слоган TATA! («There are thousands of alternatives!», англ. існують тисячі можливостей), який в свою чергу відноситься до популярного гасла альтерглобалістів «another world is possible» («можливий інший світ»). Звертають також увагу на конфлікт між необмеженою економічною глобалізацією (удаваний TINою), демократією, і можливістю управління господарством на рівні окремих держав — так званий парадокс глобалізації.

## Ресурси Інтернету
- Margaret Thatcher's [Архівовано 11 лютого 2012 у Wayback Machine.] key speeches containing the phrase «there is no alternative» or similar
- TINA vs. LOIS: the small-mart revolution[недоступне посилання з червня 2019] for a summary of the alternative from the Autumn 2009 issue of Sockeye Magazine